# Cupa Confederațiilor FIFA 2021
Cupa Confederațiilor FIFA 2021 va avea loc în Qatar și va include Campioana Mondiala din 2018, gazdele, câștigătoarea Cupei Asiei din 2019, câștigătoarea Euro 2020 și campioana Africii.

## Echipe calificate
| Echipă   | Confederație | Metoda calificării                                    |
| -------- | ------------ | ----------------------------------------------------- |
| TBD      | AFC          | Gazdă aparținând AFC Fotbal nu a fost determinată     |
| Franța   | UEFA         | Câștigătorea Campionatului Mondial de Fotbal din 2018 |
| Qatar    | AFC          | Câștigătorea Cupei Asiei AFC 2019                     |
| Brazilia | CONMEBOL     | Câștigătorea Copa América 2019                        |
| Mexic    | CONCACAF     | Câștigătoarea CONCACAF Gold Cup 2019                  |
| Italia   | UEFA         | Câștigătorea Campionatul European de Fotbal 2020      |
| TBD      | OFC          | Câștigătorea Cupei Oceaniei pe Națiuni 2020           |
| TBD      | CAF          | Câștigătorea Cupei Africii pe Națiuni 2021            |

Note:

^1 Dacă Statele Unite, câștigătoarea din 2017 a CONCACAF Gold Cup, câștigă și ediția din 2019, ei se vor califica automat pentru Cupa Confederațiilor FIFA 2021.

^2 Dacă Rusia sau Germania câștigă Campionatul European de Fotbal 2016, vice-campioana se va califica și ea pentru Cupa Confederațiilor FIFA 2017, de vreme ce Rusia și Germania sunt deja calificate.
Dacă Rusia și Germania vor disputa finala, echipa mai bine clasată din semifinale se va califica și ea.